# India (Schiff)
Die India (II) war ein 1896 in Dienst gestelltes Passagierschiff der britischen Reederei Peninsular and Oriental Steam Navigation Company (P&O), das für die Beförderung von Passagieren, Post und Fracht in einem regelmäßigen Linienverkehr von Großbritannien nach Indien und den Fernen Osten gebaut wurde. Zusammen mit ihren Schwesterschiffen gehörte sie zu den modernsten und luxuriösesten Schiffen der Reederei. Im Ersten Weltkrieg diente sie als bewaffneter Hilfskreuzer, bis sie am 8. August 1915 vor der norwegischen Küste von einem deutschen U-Boot versenkt wurde.

## Das Schiff
Das 7.911 BRT große Dampfschiff India entstand auf der Werft Caird & Company in der schottischen Hafenstadt Greenock. Sie war das erste von fünf Schwesterschiffen, die zwischen 1896 und 1900 in Dienst gestellt wurden. Die anderen waren die China (1896), die Egypt (1897), die Arabia (1898) und die Persia (1900). Diese Dampfer gehörten zu den modernsten ihrer Zeit und setzten neue Standards.
Zum Zeitpunkt ihrer Indienststellung war die India das größte Schiff ihrer Reederei. Sie lief am 15. April 1896 vom Stapel und wurde am 3. September 1896 fertiggestellt. Taufpatin beim Stapellauf war Mary Anne Kendall, die Tochter eines Direktors der Reederei. Der Passagier- und Frachtdampfer war 152,37 Meter lang, 16,55 Meter breit und hatte einen maximalen Tiefgang von 8,15 Metern. Die India wurde mit einer dreizylindrigen Dreifachexpansions-Dampfmaschine angetrieben, die auf einen Propeller lief und 11.000 PSi leisten konnte. Das Schiff konnte eine Höchstgeschwindigkeit von 18 Knoten (33,3 km/h) erreichen, was zu seiner Zeit eine sehr hohe Geschwindigkeit war. Sie hatte zwei Masten und zwei Schornsteine. An Bord war Platz für 317 Passagiere der Ersten und 152 Passagiere der Zweiten Klasse.
Am 20. August 1900 war die India das erste P&O-Schiff, das in den neuen Hafen von Fremantle (Australien) einfuhr. 1903 schlug sie den Passagierdampfer Friedrich der Große vom Norddeutschen Lloyd bei der Fahrt vom Roten Meer nach Australien um 24 Stunden. Nach Kriegsausbruch 1914 verließ die India den kommerziellen Passagierverkehr bei P&O. Sie brachte u. a. Admiral Frederick Doveton Sturdee nach dem Seegefecht bei den Falklandinseln von Gibraltar nach Hause.

## Hilfskreuzer im Ersten Weltkrieg
Am 13. März 1915 wurde der Dampfer als Hilfskreuzer von der britischen Admiralität requiriert. Sie wurde dem 10th Cruiser Squadron (10. Kreuzerschwadron) der Royal Navy zugeteilt, dessen Aufgabe es war, eine Blockade in den Gewässern zwischen Island und dem Norden Schottlands zu bilden. Auch der P&O-Dampfer Moldavia wurde in das 10th Cruiser Squadron integriert. Die India wurde mit einer Kapazität für 2.500 Truppen versehen.

## Versenkung
Am Sonntag, dem 8. August 1915 wurde die India bei der Insel Helligvær vor der an der Nordküste Norwegens gelegenen Hafenstadt Bodø von dem deutschen U-Boot U 22 (Kapitänleutnant Bruno Hoppe) torpediert. Der Kommandant der India zu diesem Zeitpunkt war William G. A. Kennedy. Sie hatte gestoppt, um einen möglichen Blockadebrecher zu inspizieren. Das Schiff sank auf der Position 67° 30′ N, 13° 20′ O mit dem Verlust von zehn Offizieren und 160 Soldaten. Die überlebenden 22 Offiziere und 119 Soldaten wurden von dem Dampfer Gotland und der Saxon nach Narvik gebracht.